# Trình đọc tin trực tuyến
Trình đọc tin trực tuyến là những dịch vụ web được tạo ra nhằm mục đích thu thập các nguồn tin, phân tích, chọn lọc, trình bày các mục tin theo thói quen và nhu cầu nắm bắt thông tin của mỗi cá nhân.
Nguyên tắc hoạt động của các trình đọc tin trực tuyến, cũng như các trình đọc tin nói chung, dựa trên việc khai thác các nguồn tin có cấu trúc 
RSS hoặc Atom.

## Danh sách các trình đọc tin:
Dưới đây là một số trình đọc tin trực tuyến nổi tiếng:
- Google News (Google News)
- Microsoft MSN (MSN)
- Spotback Lưu trữ ngày 14 tháng 3 năm 2007 tại Wayback Machine
- Netvibes
- Bloglines
- Techmeme
- Digg
- CrispyNews
- Rojo Lưu trữ ngày 29 tháng 12 năm 2015 tại Wayback Machine
- Alesti Lưu trữ ngày 5 tháng 12 năm 2006 tại Wayback Machine
- NewsGator Online
- CNN (CNN)
- BBC (BBC)
- NHK World (NHK)
- VnExpress (VnExpress)
- Đài Afghanistan tự do (RFA) (Đài Afghanistan Tự d))

## Những ưu và nhược điểm

### Ưu điểm
Trình đọc tin trực tuyến rất hữu dụng trong thời điểm Internet đang bùng nổ ở khắp nơi trên thế giới. Mọi người nay không cần phải chi một khoản tiền nhỏ để sở hữu 1 tờ Báo viết nữa. Mọi người cũng có thể đọc nó ở mọi nơi trên mọi thiết bị có khả năng kết nối với Mạng toàn cầu.

### Nhược điểm

#### Tổng quát
Đi đôi với những ưu điểm trên, có rất nhiều nhược điểm mà Trình đọc tin trực tuyến còn tồn tại. Điển hình như Tin giả tràn lan trên các tờ báo khác nhau. Những kẻ đăng tin giả thường rất hay gây hoang mang cho bạn đọc vì hầu như mọi người đều không có (hoặc có ít) kinh nghiệm chống lại các thông tin sai sự thật. Nhất là trong thời điểm COVID-19 đang hoành hành và cuộc Bầu cử tổng thống Hoa Kỳ, 2020 đang rất sôi nổi trên thế giới nói chung và nước Hoa Kỳ nói riêng (năm 2020)

#### Cách chống lại các tin giả
- Nên sử dụng các Trình đọc báo trực tuyến có uy tín đã được thẩm định (VD: BBC, CNN, VnExpress, Đài Afghanistan Tự do, NHK, v.v.)
- Xác minh sự khả thi của các Bài báo đến từ nguồn không xác định
- Trước khi đăng bài báo lên: Cần phải kiểm tra lại mức độ KHẢ THI của nó, không đăng tin CHƯA ĐƯỢC KIỂM CHỨNG
- Nếu phát hiện những bài báo sai sự thật, mau chóng khai báo ngay cho Cơ quan Có thẩm quyền để được giải quyết kịp thời